# Bostadsförmedlingen i Stockholm
Bostadsförmedlingen i Stockholm AB (tidigare Stockholms Stads bostadsförmedling) är ett kommunalt bolag ägt av Stockholms stad och ingår i koncernen Stockholms Stadshus AB.
Bostadsförmedlingen i Stockholm AB förmedlar lediga hyreslägenheter inom Stockholms stad, men också i kranskommunerna. Bostadsförmedlingen förmedlar såväl nyproduktion som lägenheter i det äldre beståndet. Bostadsförmedlingen förmedlar endast lägenheter med förstahandskontrakt samt enstaka korttidskontrakt.
Genom avtal med de kommunala bostadsbolagen ansvarar Bostadsförmedlingen för all extern förmedling av AB Svenska Bostäders, AB Familjebostäders,  AB Stockholmshems, AB Micasa Fastigheter i Stockholms  och AB Stadsholmens lägenheter. Avtal med Stockholms Fastighetsägareförening innebär att de privata hyresvärdarna i Stockholm rekommenderas att lämna hälften av sina lediga lägenheter till bostadsförmedlingen. 
Bostadsförmedlingen förmedlar hyresrätter med förstahandskontrakt som lämnas från olika hyresvärdar. De flesta lägenheterna förmedlas efter kötid. Bostadsförmedlingen skickar över hyresgästförslag till hyresvärden efter kötidsordning. Den som har längst kötid och uppfyller värdens krav får flytta in i lägenheten.

## Historik

### Stockholms bostadshistoria
Stockholm har vid flera tillfällen under sin 750-åriga historia haft en större efterfrågan än tillgång på bostäder och inflyttningen till Stockholm har under flera perioder varit mycket omfattande. En genomgång av Stockholms bostadshistoria visar att ord såsom trångboddhet, bostadsbrist och låg bostadsstandard har varit vanliga beskrivningar av Stockholm. 
På 1930-talet blev bostadsfrågan en angelägenhet för Stockholm och Sverige. Bostadsfrågan blev en av de viktigaste politiska frågorna och framförallt blev det en social fråga under 30-talet. Den bostadssociala utredningen tillsattes, och kom fram till att det främst var trångboddheten som var problemet. 1934 beslöt Stockholms stad att göra en egen utredning om bostadsförhållandena i Stockholm. Redan året efter den avsattes medel för att bygga i egen regi. AB Familjebostäder och AB Stockholmshem bildades och var de första åren helt inriktade på att bygga och förvalta barnrikehus.
Efter andra världskriget kom den nya bostadspolitiken igång på riktigt genom bland annat socialminister Gustav Möller. Tidigare hade man främst byggt för mindre bemedlade grupper. Nu skulle man bygga goda bostäder åt alla i samhället. Just detta förknippas med den svenska modellen och de kommunala bolagen/allmännyttan blev modellens främsta verktyg.

### Stockholms Stads bostadsförmedling startar
År 1947 inrättades Stockholms Stads bostadsförmedling på initiativ av dåvarande fastighetsborgarrådet i Stockholm, Set Persson. Det var under en tid då bostadsbristen var stor och köerna till bostäderna blev långa. På järnvägsstationer och ute i förorten sattes affischer upp där det stod ”Det är kallt att gå brandvakt - sök er ej till Stockholm”. En handfull personer var anställda till en början och omsättningen för hela förmedlingen låg på cirka 100 000 kronor första året.
När Bostadsförmedlingen startade tog man över bostadsköer från AB Familjebostäder, AB Stockholmshem och Byggnads AB Manhem, men också en ansenlig del köande från stadens hyresavdelning.
Att inrätta kommunal bostadsförmedling var inte någon självklarhet. Åsikterna var delade i nästan alla kommuner. Ett viktigt argument för var att kommunen då skulle kunna få en bättre bild av bostadsefterfrågan. Det fanns också en kritik mot privata bostadsförmedlingar och hyresvärdars sätt att välja och vraka bland de bostadssökande. Ett tredje och ofta använt argument för kommunal bostadsförmedling att en sådan förväntandes leda till ett mer rationellt utnyttjande av bostadsbeståndet. Ett fjärde argument var att det var värdefullt att kunna erbjuda service åt den bostadssökande allmänheten.
Stockholms stads bostadsförmedling växte snabbt de första åren. Redan 1952 kom det första trevande förslaget till samverkan mellan Stockholm och förortskommunerna och i april 1954 inrättades bostadsbyggnadsnämnden för Stor-Stockholm, som skulle befrämja byten mellan kommunerna. I mitten av femtiotalet stod över 100 000 personer i bostadskön.

### Miljonprogrammet byggs
På 1960-talet var de politiska partierna överens om att bostadsbristen inte fick bli en hämsko i utvecklingen av den svenska välfärdsstaten. Alla verkade vara överens om att storskalighet, centrala direktiv och normering var receptet på utbyggnaden av Sverige. Mellan 1964 och 1975 byggdes över en miljon lägenheter runt om i Sverige. Detta är det så kallade miljonprogrammet. Det var först en bit in på 1970-talet som trycket minskade. Och under mitten av 1970-talet fanns till och med planer på att lägga ner bostadskön. Det fanns tusentals lediga lägenheter runt om i förorterna som ingen vill flytta in i. I innerstaden har det däremot alltid varit svårt att få en lägenhet utan lång kötid. 

### Bostadsförmedlingen får återigen en viktig roll
Under 1980-talet var det åter bostadsbrist i Stockholm och det byggdes för lite bostäder. Samma sak var det under 1990-talet. 
1995 startade bostadsförmedlingen i Stockholm sin verksamhet på nytt under namnet Bostad Stockholm. I den nya förmedlingsverksamheten ingick hantering av en bostadskö samt förmedling av lägenheter till bostadssökande med förtur. Efter bred politisk enighet bildades Stockholms Stads Bostadsförmedling AB den 1 oktober 1999. Idag är bostadsförmedlingen ett kommunalt bolag som står på egna fötter med hjälp av en årlig köavgift.
Under 00-talet var kötiderna för att få en lägenhet i Stockholm kortare. I innerstan var kötiderna fortfarande ganska långa, men en lägenhet i förorten eller nyproducerade lägenheter kunde man ofta få med bara något års kötid. Under 10-talet har läget förändrats drastiskt och det är i stort sett omöjligt att få en lägenhet för de som har mindre än 5 års kötid.   
2013 bytte Stockholms Stads Bostadsförmedling AB namn till Bostadsförmedlingen i Stockholm AB.   
Hur snabbt man kan få en lägenhet avgörs av olika faktorer – ens kötid, val av bostadsområde, värdens krav och hur många lägenheter som lämnas till förmedling. År 2005 var det 1250 personer som fick en lägenhet med kortare än ett års kötid.